# Епсилон Вовка
Епсилон Вовка (ε Вовка) — це система з кількох зір, розташована в сузір'ї Вовка. Її видима зоряна величина становить 3.41, що означає, що її можна побачити неозброєним оком, особливо якщо спостерігати в темному місці далеко від міського освітлення. Однак у Північній півкулі її майже не видно, адже вона знаходиться в південній частині неба. Ця зоряна система є п'ятою за яскравістю серед зір у сузір'ї Вовка, хоча вона не найяскравіша, її все ж легко помітити навіть без телескопа. Астрономи визначили відстань до Епсилон Вовка за допомогою методу паралаксу. Спостерігаючи зорі з різних точок орбіти Землі навколо Сонця, астрономи можуть визначити їхню відстань. За цими розрахунками, Епсилон Вовка знаходиться приблизно за 510 світлових років від Землі. Це означає, що світлу, яке випромінює ця зоря, потрібно 510 років, щоб досягти нас.
Ця зоряна система належить до спектроскопічних подвійних зір із подвійними спектральними лініями. Це означає, що навіть у найпотужніші телескопи ми не можемо побачити ці дві зорі окремо, адже вони розташовані дуже близько одна до одної. Проте, коли астрономи досліджують світло, яке випромінює ця система, вони помічають подвійну структуру спектральних ліній. Цей ефект пояснюється ефектом Доплера: коли зорі обертаються навколо спільного центру мас, їхнє світло змінює свою довжину хвилі залежно від напрямку руху. Одна зоря в якийсь момент наближається до нас — її спектральні лінії зміщуються в бік коротших хвиль (синє зміщення). Інша зоря в цей час віддаляється — її спектр зміщується в бік довших хвиль (червоне зміщення). Головна пара зір у цій системі здійснює оберт навколо спільного центру мас за 4,56 доби. Їхня орбіта є еліптичною, а не круговою, і має ексцентриситет 0,277. Це означає, що відстань між зорями змінюється: у найближчій точці (перицентрі) вони знаходяться на відстані лише 57 % від тієї, яку мають у найдальшій точці (апоцентрі). Окрім цієї пари зір, система містить ще одну зорю-супутника, яка знаходиться значно далі. Вона має кутову відстань приблизно 1 кутову секунду від головної пари, що свідчить про значну фізичну відстань між ними. За оцінками, ця третя зоря здійснює повний оберт навколо подвійної системи за приблизно 64 роки.
Пара зір, що обертаються на близькій орбіті в системі Епсилон Вовка, складається з компонентів Епсилон Вовка Aa та Епсилон Вовка Ab, маси яких оцінюються в 13.24 і 11.46 сонячних мас відповідно. Це означає, що кожна з цих зір є значно масивнішою за наше Сонце. Більш віддалена зоря цієї системи, Епсилон Вовка B, має масу близько 7.64 сонячних мас, що також вказує на її велику масивність порівняно з Сонцем. Спектральний клас цієї зоряної системи — B2 IV—V, що вказує на те, що зорі знаходяться на етапі еволюції між субгігантами та гігантами. Окремі компоненти системи мають різні спектральні класи: B3 IV, B3 V і A5 V. Внутрішня пара зір Aa та Ab демонструє синхронізоване обертання, тобто одна й та сама сторона кожної зорі завжди звернена до її зорі-супутника, подібно до того, як Місяць завжди показує одну сторону до Землі. Це явище виникає через гравітаційну взаємодію між зорями. Зоря Епсилон Вовка А демонструє періодичні зміни яскравості, що є характерною ознакою змінних зір типу Бета Цефеї.